# 서정범
서정범(徐廷範, 1926년 9월 23일 ~ 2009년 7월 14일)은 대한민국의 경희대학교 국어국문학과 교수이자 시인·국문학자·수필가·민속학자·무속연구가·사회학자·철학자였다. 본관은 이천 서씨이다.
1958년 자유문학으로 문단에 등단, '병상기(病床記)'와 '미리내' 등 많은 수필을 발표했고, 모교인 경희대학교 국문학과 교수로 재직했다. 2006년 성추문 루머에 휘말려 대학교수직을 사퇴했다. 이후 무속인의 무고임이 밝혀졌으나 교직에 복귀하지 않았다.

## 생애

#### 생애 초반
1926년 충청북도 음성군에서 태어나 경희대학교 국어국문학과를 졸업하고, 경희대학교 대학원에 진학하여 문학박사학위를 받았다. 이후 모교인 경희대학교의 교수로 임용되었다.

#### 문학 등단과 어학 연구 활동
1958년 《자유문학》으로 등단하였고, ‘병상기’ ‘미리내’ 등 여러 수필을 발표하였다. 1963년 5월 경희대학교 국어국문학과 조교수로 임용, 이후 경희대학교 문리과대학장과 문인협회 부이사장, 한국어원학회 초대 회장, 한국수필가협회 부회장 등을 지냈고, 그는 한국어와 한글의 어원을 연구하다 만주어, 몽골어 등 동북아시아 언어의 기원과 유래에 대한 연구를 하게 되었다. 한글과 한국어의 기원을 연구하며 그는 무속, 토테미즘, 샤머니즘에도 관심을 갖고 연구를 시작하여, 1950년대부터 3~4천여 명의 무속인, 박수 등을 만나 면담하였다.
1971년 4월에 경희대학교 국어국문학과 교수로 임용되었고, 1985년부터 대학가의 유행어 등을 모아 ‘별곡 시리즈’를 펴냈다. 입에서 입으로 전해지던 것이 책으로 엮이면서 널리 퍼지게 되었는데 그는 “얘기들을 정리하면서 해마다 관심사가 무엇인가, 대표적인 사건이 무엇인가를 알 수 있다”고 했다. 또한 ‘참새 시리즈’ 등을 수집하기도 했다.
1980년 이후 한국수필 주간, 수필춘추 고문 등으로 선임되었다. 이후 경희대학교 국어국문학과 명예 교수로 초빙되었다.
1981년 한국문학상, 1993년 펜클럽 문학상을 수상하였고 2000년 수필문학상, 2004년 제 8회 동숭학술상 공로상을 수여받았다.

#### 사회 활동
1996년 12월 한국어원학회 초대회장, 1990년 3월 경희대학교 문리과 대학 학장 등을 역임했고 1998년에는 ‘한겨레 21’과의 인터뷰에서 귀신은 없다고 주장했다. 그에 의하면 귀신은 잠재된 공포감의 표출일 뿐이라는 것이다. 2002년에는 저서 ‘한국무속인열전’을 펴냈다.
2006년 2월 1일부터 2월 7일까지 경인미술관에서 열린 부적전시회에 참석하였다.
2006년 5월 21일 경희대학교 국제교육원이 주관한 제9회 전국 외국인 한국어 말하기 대회 심사위원으로 위촉되었다.

### 성추문 무고 사태
2007년 3월 한 무속인으로부터 성폭행을 당했다는 이유로 피소되었는데 검찰은 무속인의 고소내용이 허위라고 판단해 그를 무혐의 처리했다. 무속인의 녹취록이 철저히 짜깁기 되었다는 이유에서였다. 검찰은 많은 관련 사고가 있었지만 이렇게 철저하게 조작된 경우는 보지 못했다고 밝혔고. 검찰은 오히려 무고죄로 무속인을 고발했다. 그 무속인은 서 교수가 자신을 무시하는 것 같아 이런 일을 벌인 것으로 알려지고 있다.
무죄가 밝혀지면서 경희대학교 총여학생회에 대한 비판이 쏟아졌다. 성추문 사건은 루머로 결론났으나, 당시 그를 강도높게 비판하던 경희대학교 총여학생회는 그에 대한 사과를 발표하지 않았다. 이후 경희대학교로부터 복직 요청이 왔으나 거절, 교직에 복귀하지 않았다.

### 만년
무속 연구와 어학 연구 외에 방송 출연과 수필가 발굴로 만년을 보냈다. 2009년에는 책 ‘한국문학과 문화의 고향을 찾아서’를 발표했다.
상훈으로는 제18회 한국문학상(1981), 펜클럽문학상(1993), 수필문학상(2000), 2004년 11월 제8회 동숭학술상 공로상 등을 수여받았다.

## 기타 약력
- 경희대학교 알타이어 연구소 소장
- 한국수필가협회 부회장
- 한국수필 주간
- 수필춘추 편집고문
- 어문 연구회 연구이사
- 경희대학교 국어국문학과 명예교수

## 저서
- 《한국 특수어 연구》 (1959)
- 《일본에서 한국어의 샤머니즘》 (1980)
- 《음운의 국어사적 연구》 (1982)
- 《일본어의 원류를 거슬러가다》 (1989)
- 《우리 말의 뿌리》 (1989)
- 《한국어로 읽고푸는 고사기》 (1992)
- 《일본어의 원류와 한국어》 (1996)
- 《인생을 풍요롭게 사는 법》  (1999)
- 《국어어원사전》 (2000)
- 《한국무속인열전》 (2002)
- 《한국문학과 문화의 고향을 찾아서》 (2009)
- 《한국에서 건너간 일본의 신과 언어》 (1994)

### 수필집
- '놓친 열차는 아름답다'(1974)
- '겨울 무지개'(1977)
- '무녀의 사랑 이야기'(1979)
- '그 생명의 고향'(1981)
- '사랑과 죽음의 마술사'(1982)
- '영계의 사랑과 그 빛'(1985)
- '품봐,품봐'(1992)

## 가족 관계
- 부인: 이름 미상, 2005년 8월 17일 사망[11]
  - 아들: 서호석
  - 딸: 서승현
  - 딸: 서승혜

## 기타

### 어원 연구
한글의 어원, 한글과 국어 발음의 어원, 만주와 고아시아 어의 어원 연구 및 한국어와 일본어, 동북아시아 유목민 언어의 동질성과 유사성 및 그 기원에 대한 연구를 하였다. 이를 위해 그는 몽골과 만주 등지를 답사하기도 했다.

### 비속어 연구
1970년대부터 그는 국어와 한글의 어원의 연구, 방언의 연구와 함께 비속어와 은어에 대한 연구를 하였다.

### 무속 연구
한글과 한국어의 기원, 동북아시아어의 기원 외에 그는 무속, 샤머니즘, 토테미즘 등에 대한 연구도 병행하였다.
그는 한국 무속과 토속신앙, 토테미즘 등의 연구를 위해 1950년대부터 40여년간 3천~4천여 명의 국내외 무당과 박수를 만나 면담, 무속, 굿 등의 전승과 지역 무당, 박수 등에게서 내려오는 언어, 전승 등을 채록하였다. 무당, 박수들과의 면담 중 일부는 체험적 저작들인 '무녀별곡' 시리즈로 출간하기도 했다.
그 밖에 방송에도 출연하기도 했다.

### 수필가 발굴
1980년부터 한국수필 주간으로 조경희 회장님과 함께 많은 수필가를 배출, 발굴하였고, <수필춘추> 편집고문으로도 활동하였다.

## 같이 보기
- 서정범 성폭행 루머 사건

## 참고 자료
- ‘참새 시리즈’ 서정범 경희대 명예교수 별세 - 경향신문 2009년 7월 15일자
- 국어학자 서정범 경희대 명예교수 별세 - 머니투데이 2009년 7월 15일자
- [http://news.kukinews.com/article/view.asp?page=1&gCode=kmi&arcid=0921354612&cp=du%5B깨진+링크(과거+내용+찾기)%5D 서정범 경희대 명예교수 별세][깨진 링크(과거 내용 찾기)] - 국민일보 2009년 7월 15일자
- 서정범 경희대 명예교수 별세 - 세계일보 2009년 7월 15일자